# Gai Bruci Present
Luci Fulvi Rústic Gai Bruci Present (llatí: Lucius Fulvius Rusticus Gaius Bruttius Praesens) va ser un magistrat romà que va viure al segle ii.
Va ser el pare de Crispina, la dona de l'emperador Còmmode.
A les fonts, el seu nom és Bruttius Praesens però probablement era el Gai Bruci Present que apareix als Fasti com a cònsol l'any 153 i altre cop el 180. Altres cònsols amb el mateix nom apareixen el 139, (del qual els Fasti diuen que ho era per segona vegada) i el 217.